# Kunstpfad Universität Ulm

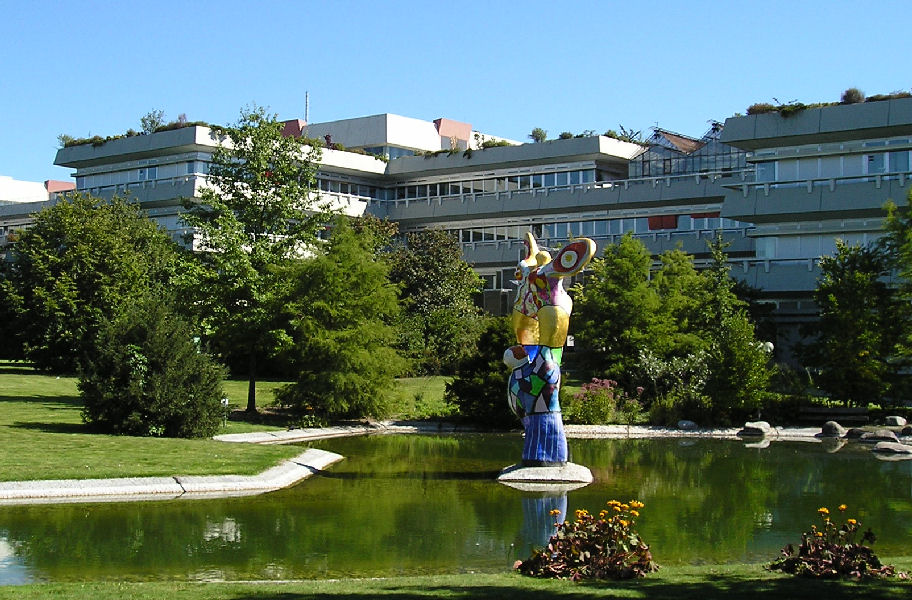
Campus "Nord" met sculptuur van Niki de Saint Phalle Le poète et sa muse

Kunstpfad Universität Ulm is een beeldenroute op de campus van de universiteit van de Duitse stad Ulm.

## Geschiedenis
Reeds tijdens de bouw van de universiteit in 1967 werden in samenwerking met de architecten kunstwerken in de bouw geïntegreerd
(Kunst am Bau). Tot 1989 waren 13 werken geplaatst, waarvan 5 werken behoorden tot de buitencollectie. Gedurende de jaren 1989 en 1990 werden 35 werken bijgeplaatst, waarvan vele waren gecreëerd tijdens de beeldhouwersymposia Skulptur Ulm 1989 en Skulptur Ulm 1990. Hiermede was het Kunstpfad Universität Ulm, naar een initiatief van Caius Burri, een feit.
De collectie bestaat thans uit 58 kunstwerken, waarvan 45 beelden zich langs de voor het publiek toegankelijke beeldenroute bevinden.

## Buitencollectie (selectie)
1. Max Bill : Drei Bildsäulen (1977)
2. Rolf Bodenseh : Ulmer Spitze (1990)
3. Caius Burri : Unifix (1987)
4. Caius Burri/Bertram Bartl : The Screw (1987)
5. Gisela von Bruchhausen : Sous le ciel (1989)
6. Carlos Cuenca-Ramirez : Vierer-Teilung als Raumbeschreibung (1990)
7. Klaus Duschat : Zepter (1986)
8. Christoph Freimann : Fiale (1990)
9. Dorothea Frigo : Goldener Käfig (1990)
10. Klaus H. Hartmann : Pink Flamingo (1989)
11. Erich Hauser : 10/87 (1987)
12. Bernhard Heiliger : Ulmer Tor (1989)
13. Rolf Jörres : Land Art (1985/87)
14. Hans-Michael Kissel : Lebensbaum als Kinetisches Objekt (1990)
15. Franz Heinrich Konarkowski : Aufgefächertes Portal (1990)
16. Beate Lein-Kunz : Das Horn des Kudu (1989)
17. Gerold Miller : Große blaue Konstruktion II (1989)
18. Josef Nadj : Große Schildfigur (1989)
19. Axel F. Otterbach: Drei Stelen (1989)
20. James Reineking : Double-Halfed (1977/79)
21. Gustav Reinhardt : Machismo (1989)
22. Erwin Reiter : Die Bürger von Ulm (1990)
23. George Rickey : Four Open Rectangles Excentric (1977)
24. Eckart Rotter : Environment (1990)
25. Niki de Saint Phalle : Le poète et sa muse (1976/78)
26. Niki de Saint Phalle : Adam und Eva (1987)
27. Karl Schmid : Pantomime (1990)
28. Hartmut Stielow : Andros (1987)
29. David Lee Thompson : The death of the Bow and Arrow-Bison-Hunt came with the Iron Horse (1984)
30. Herbert Volz : Dotternhausener Säule (1989)

## Fotogalerij

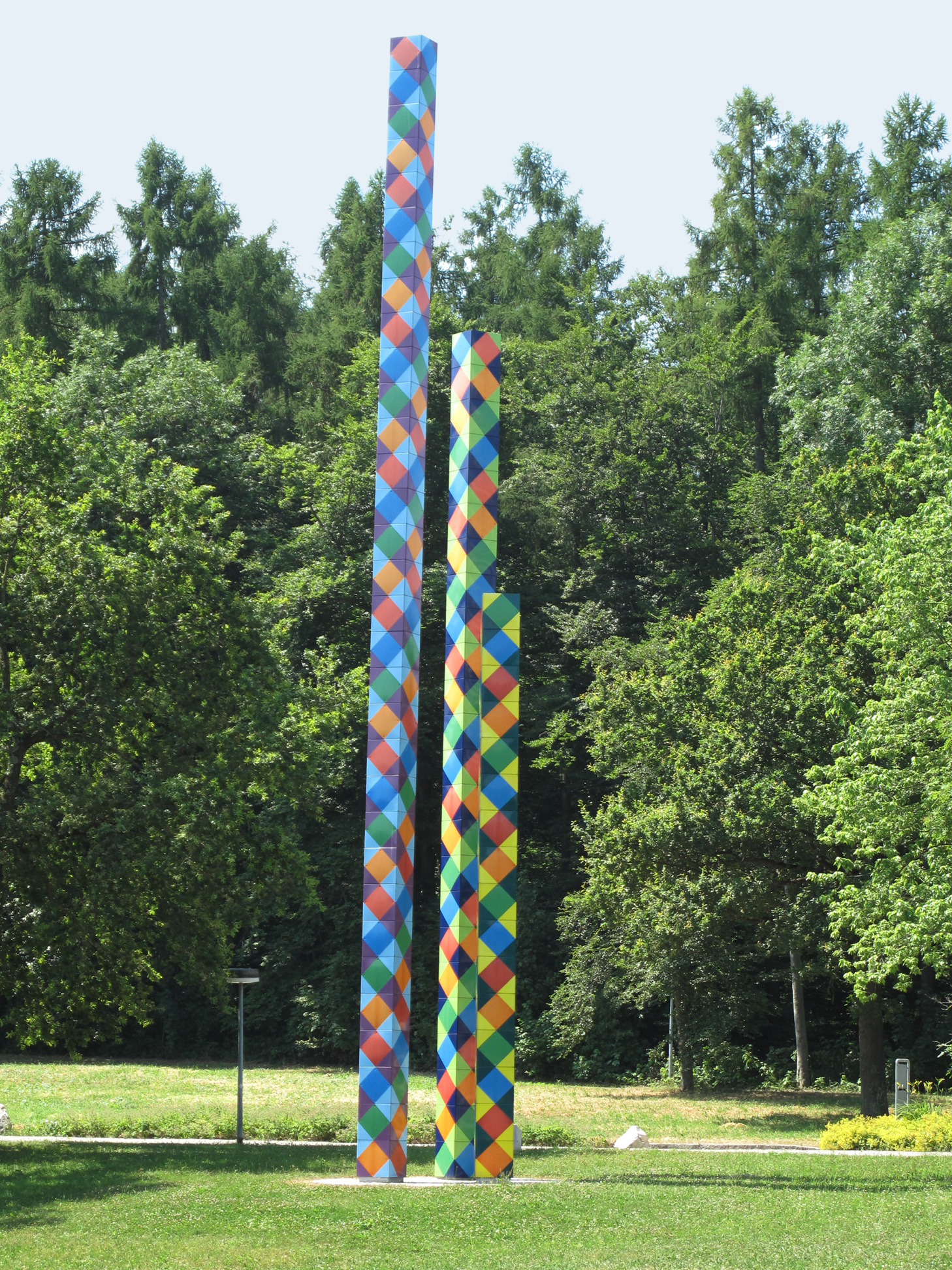
nr. 1 - Max Bill: Drei Bildsäulen
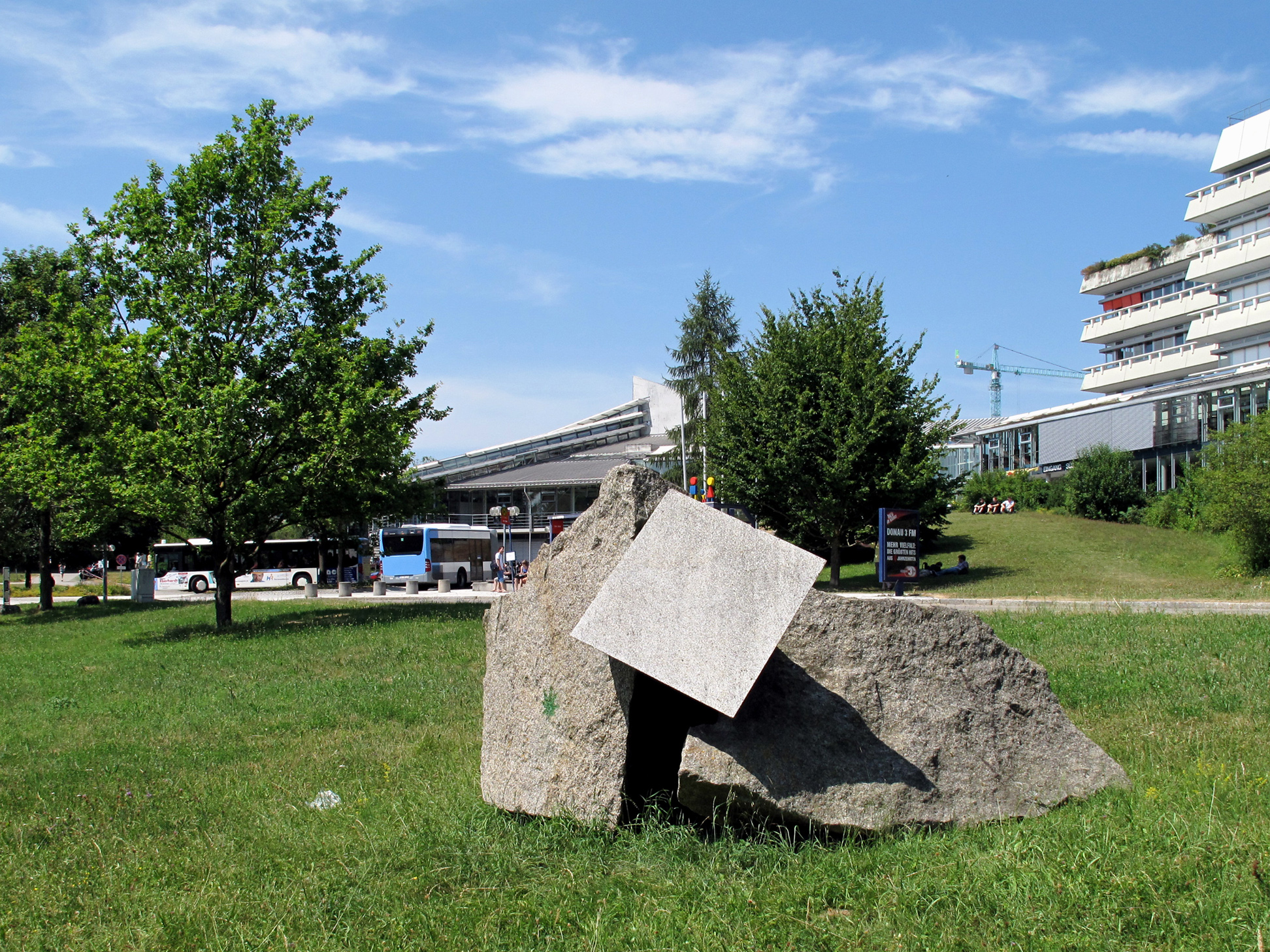
nr. 2 - Ulmer Spitze
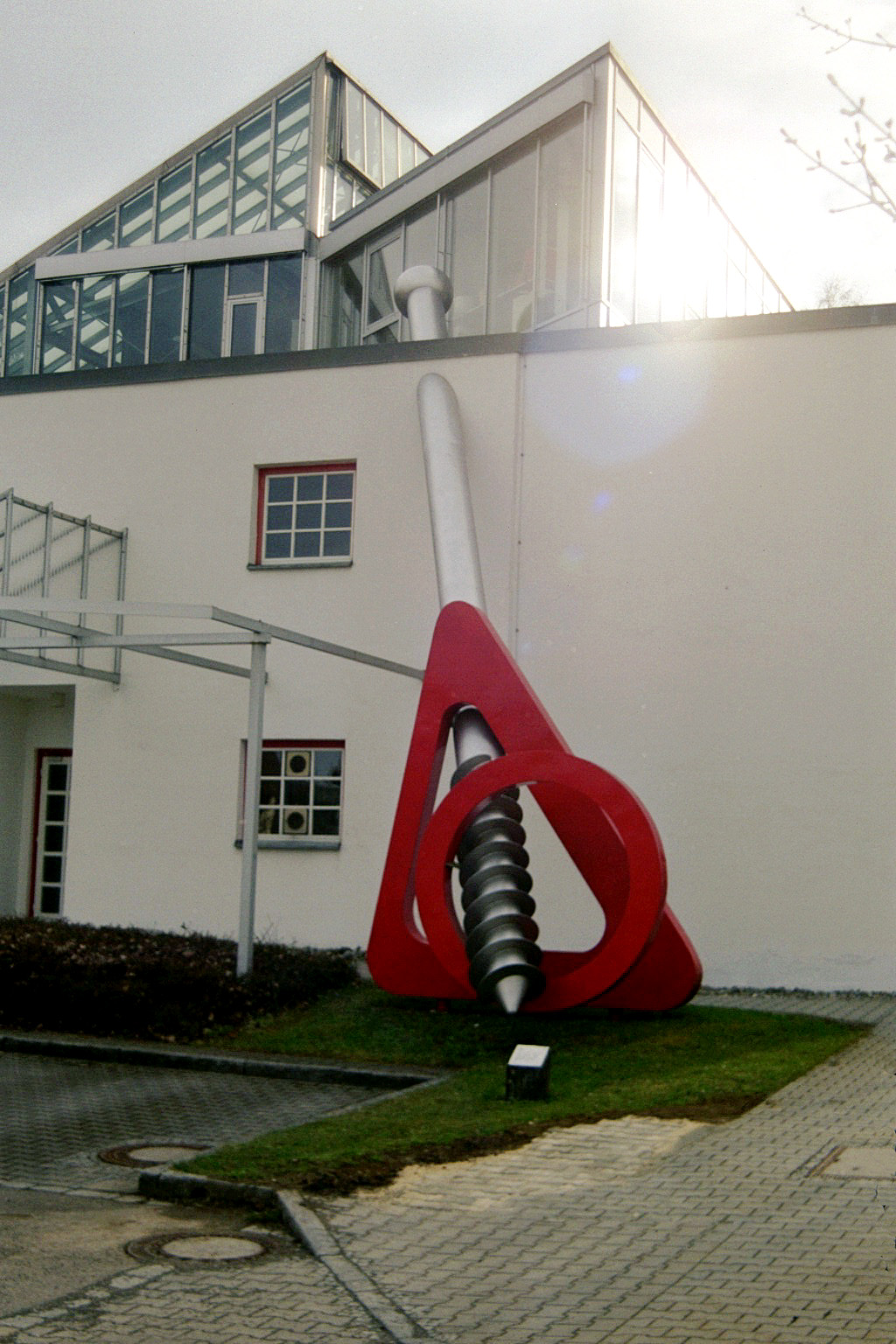
nr. 4 - The Screw
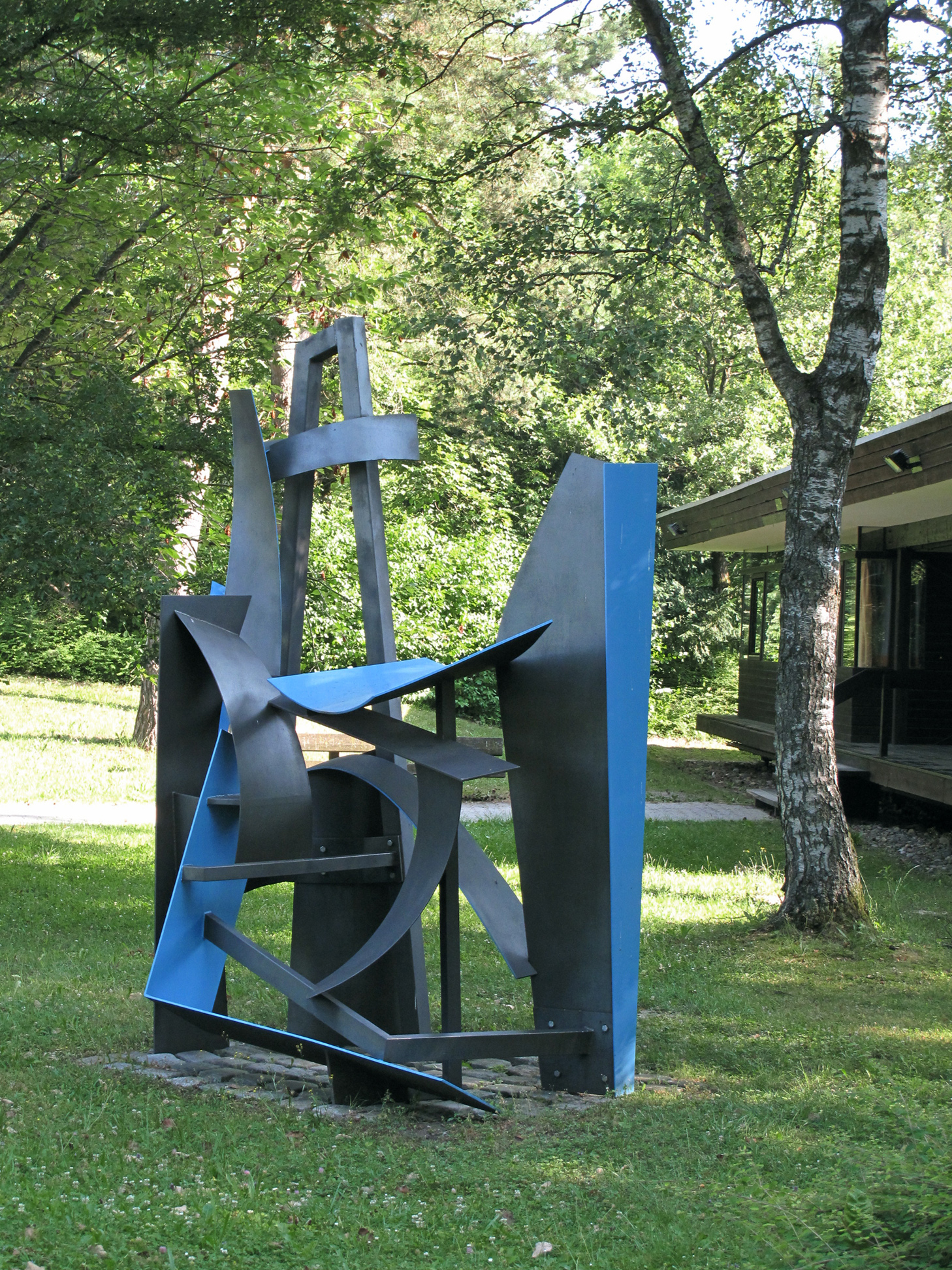
nr. 5 - Sous le ciel
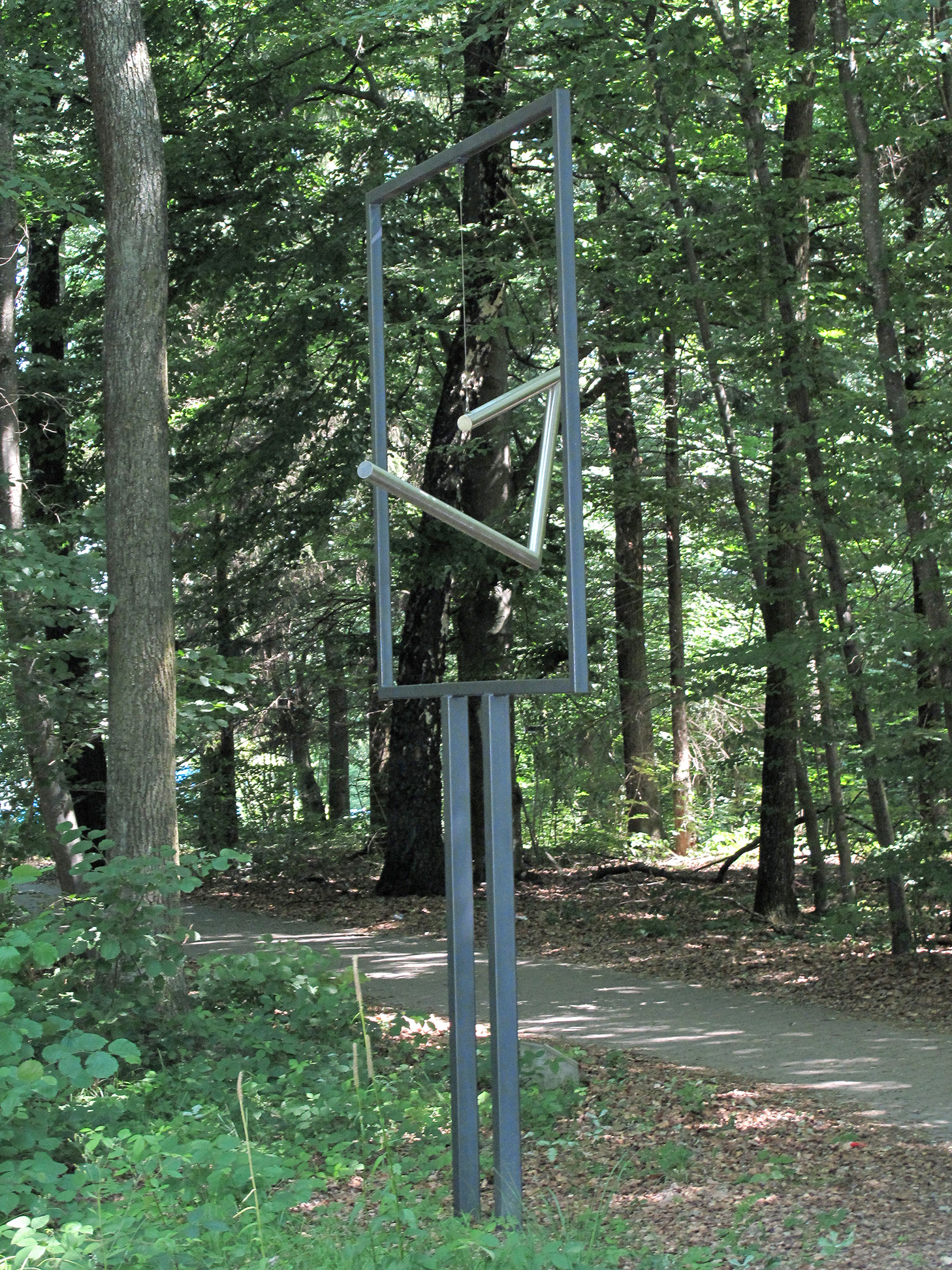
nr. 6 - Vierer-Teilung als Raumbeschreibung
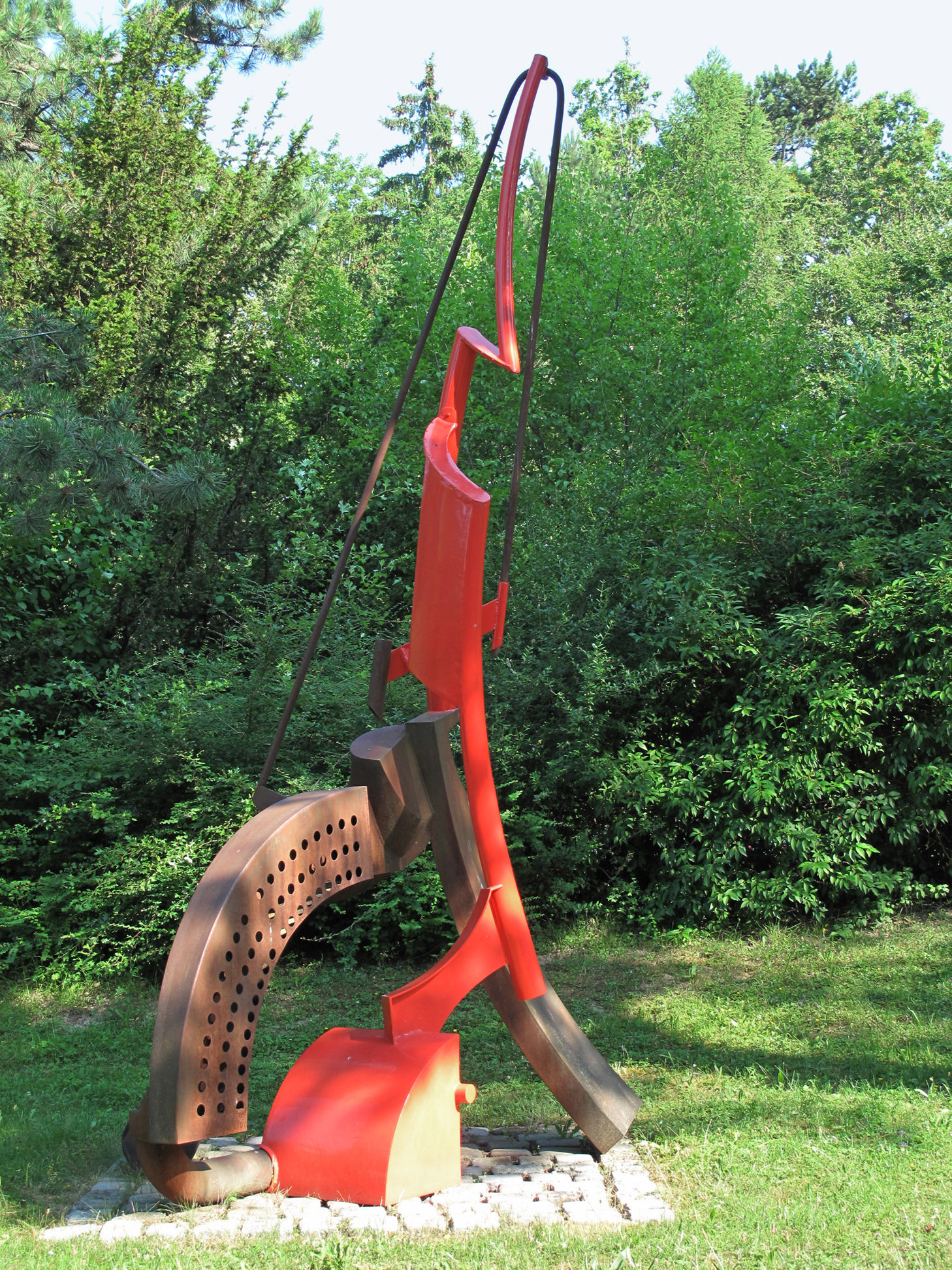
nr. 7 - Klaus Duschat: Zepter
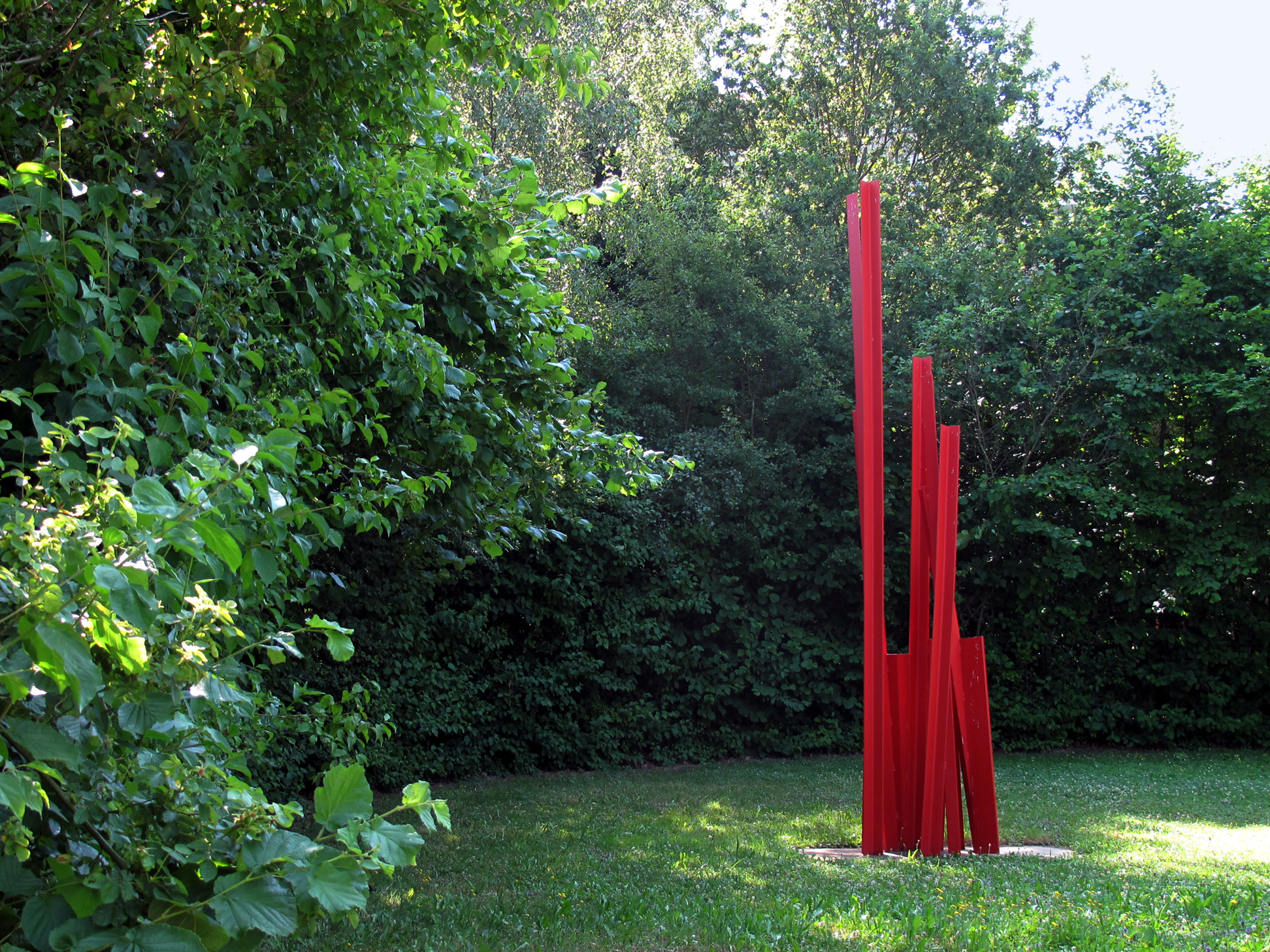
nr. 8 - Fiale
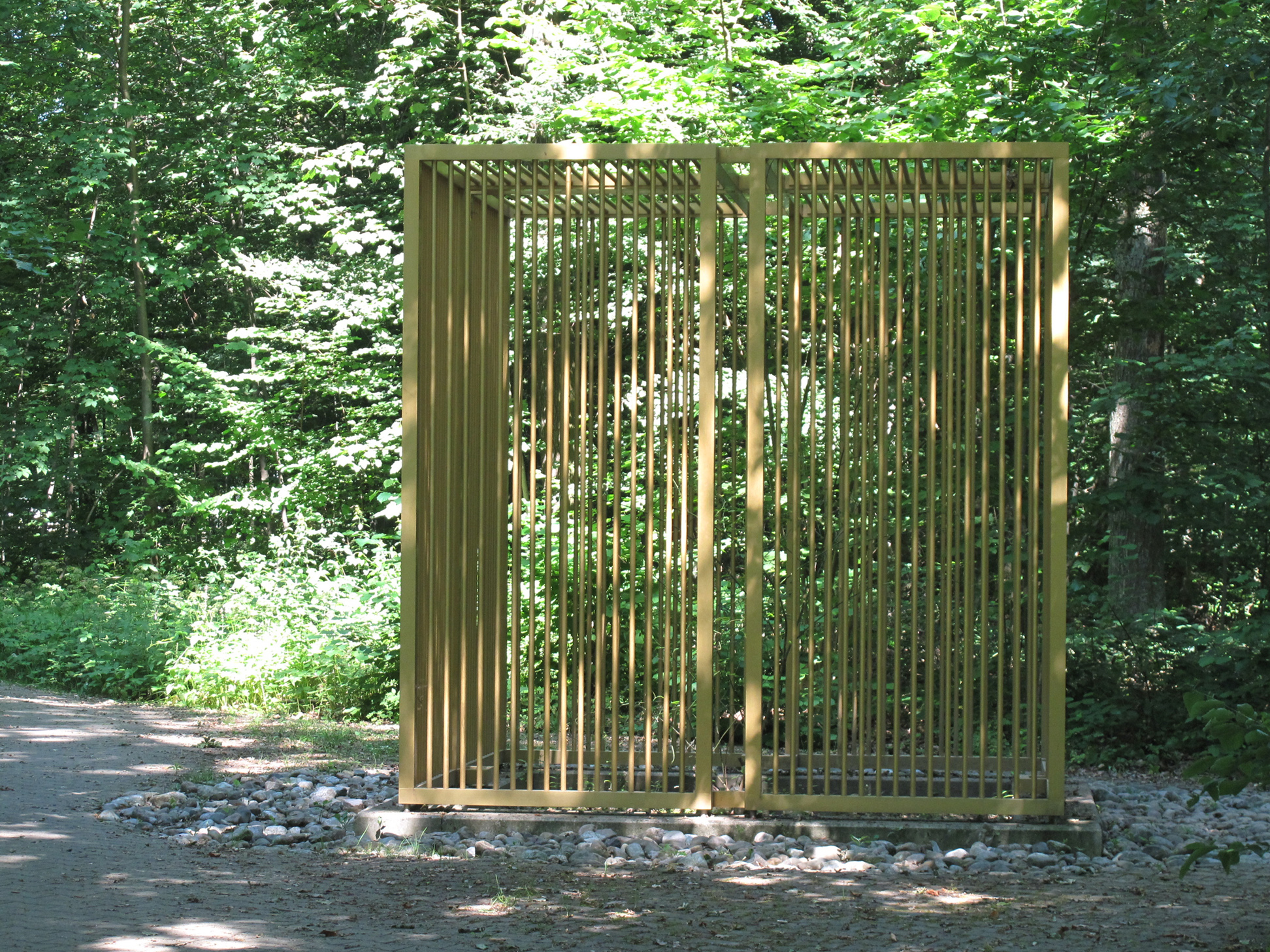
nr. 9 - Godener Käfig
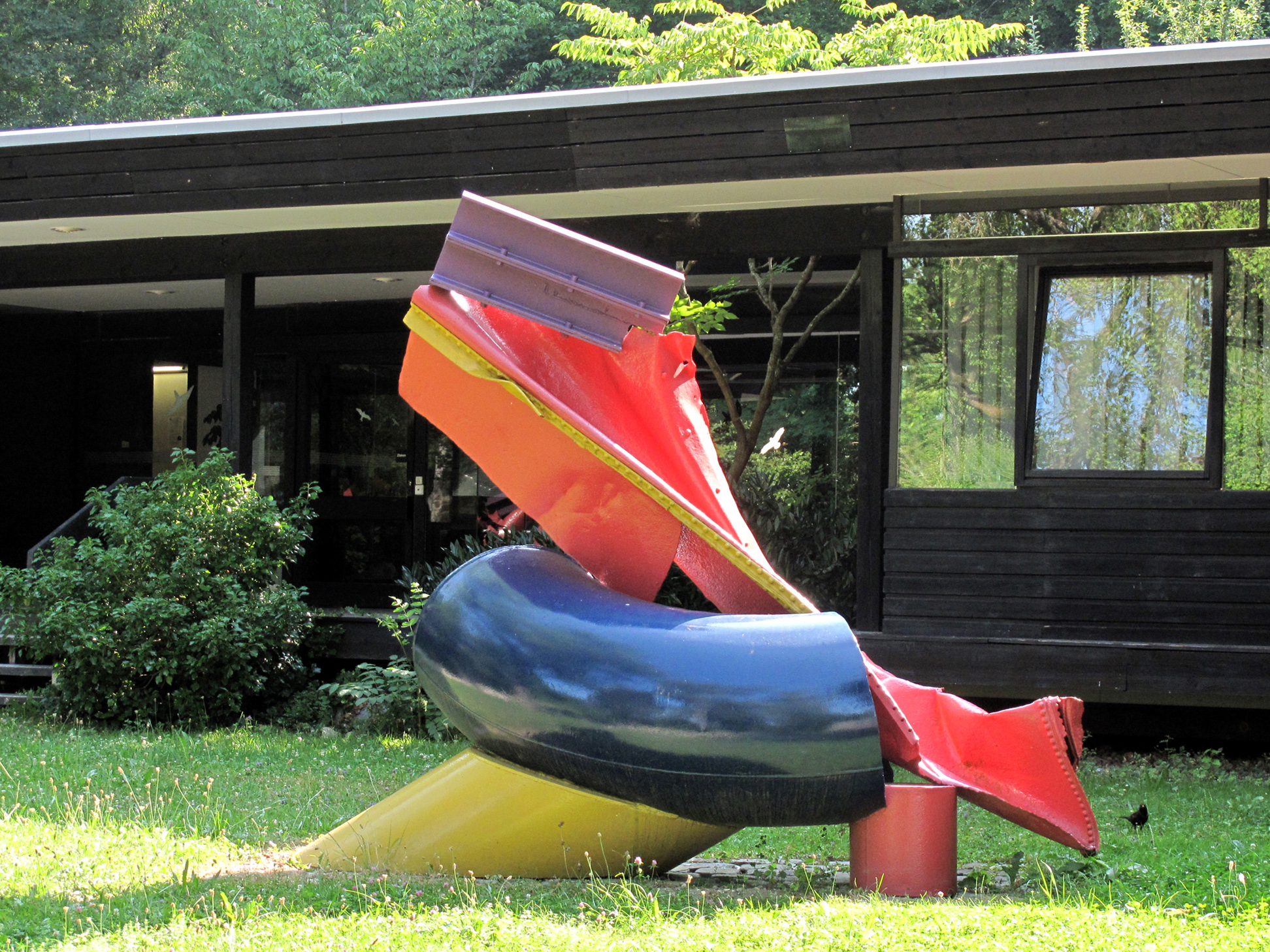
nr. 10 - Pink Flamingo
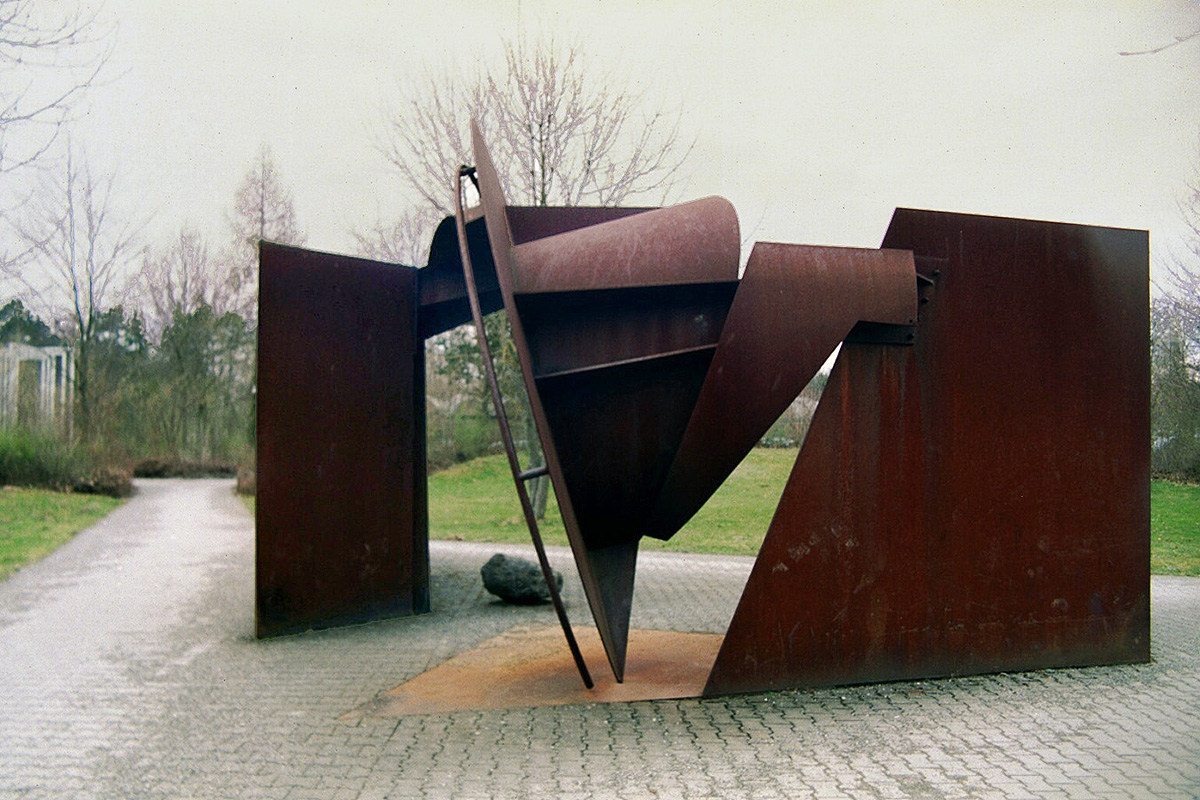
nr. 12 - Bernhard Heiliger: Ulmer Tor
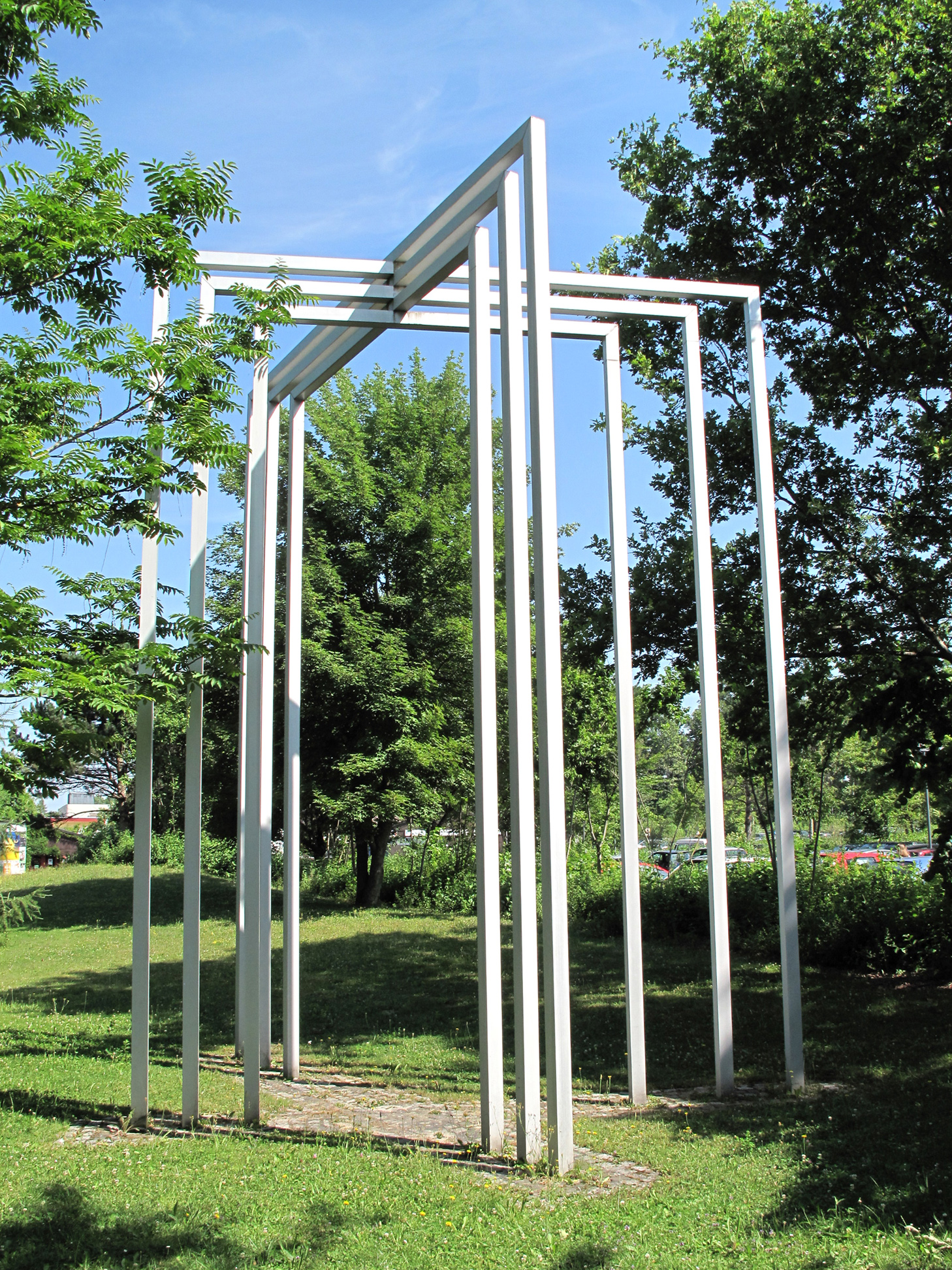
nr. 15 - Aufgefächertes Portal
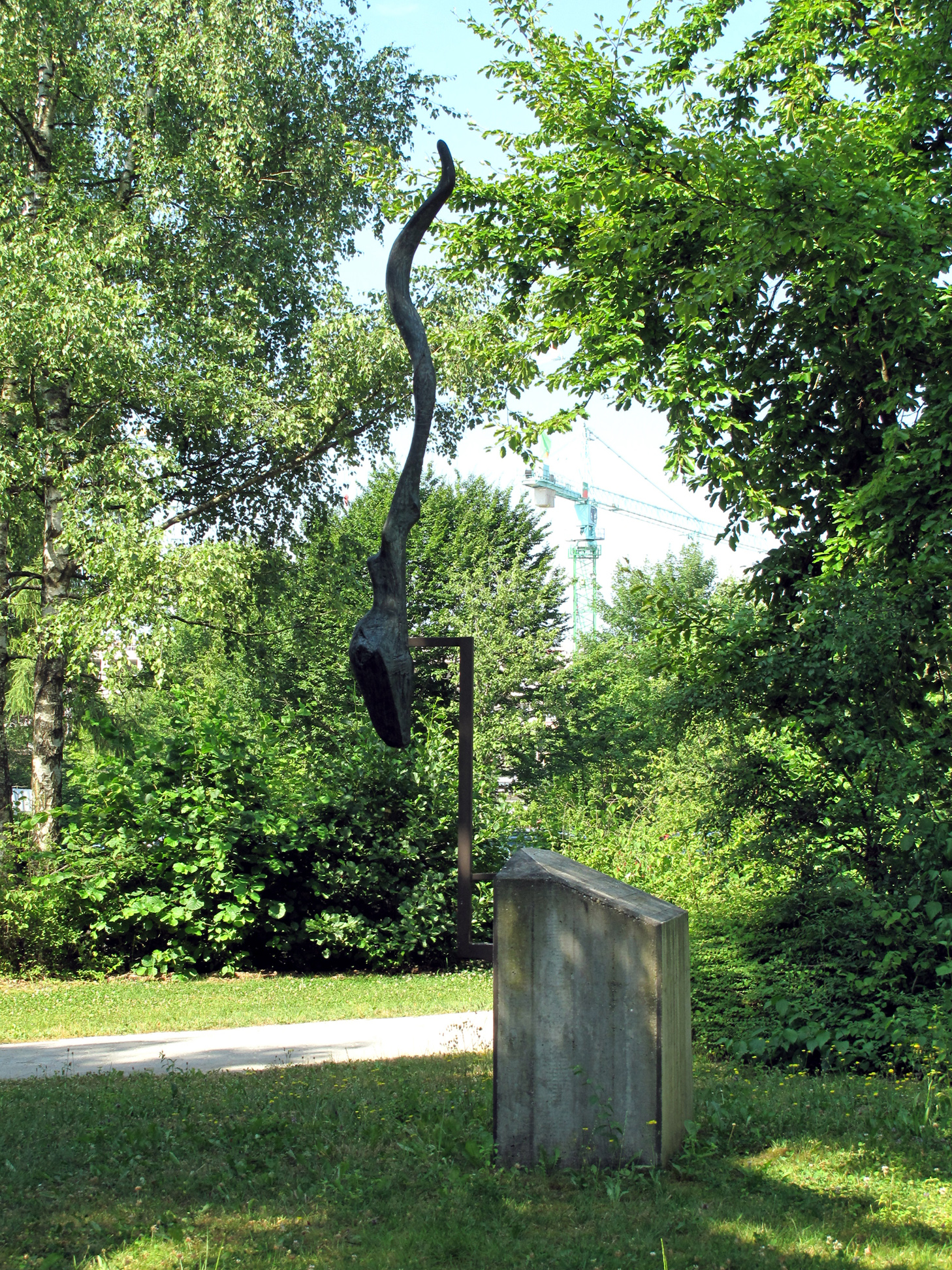
nr. 16 - Das Horn des Kudu
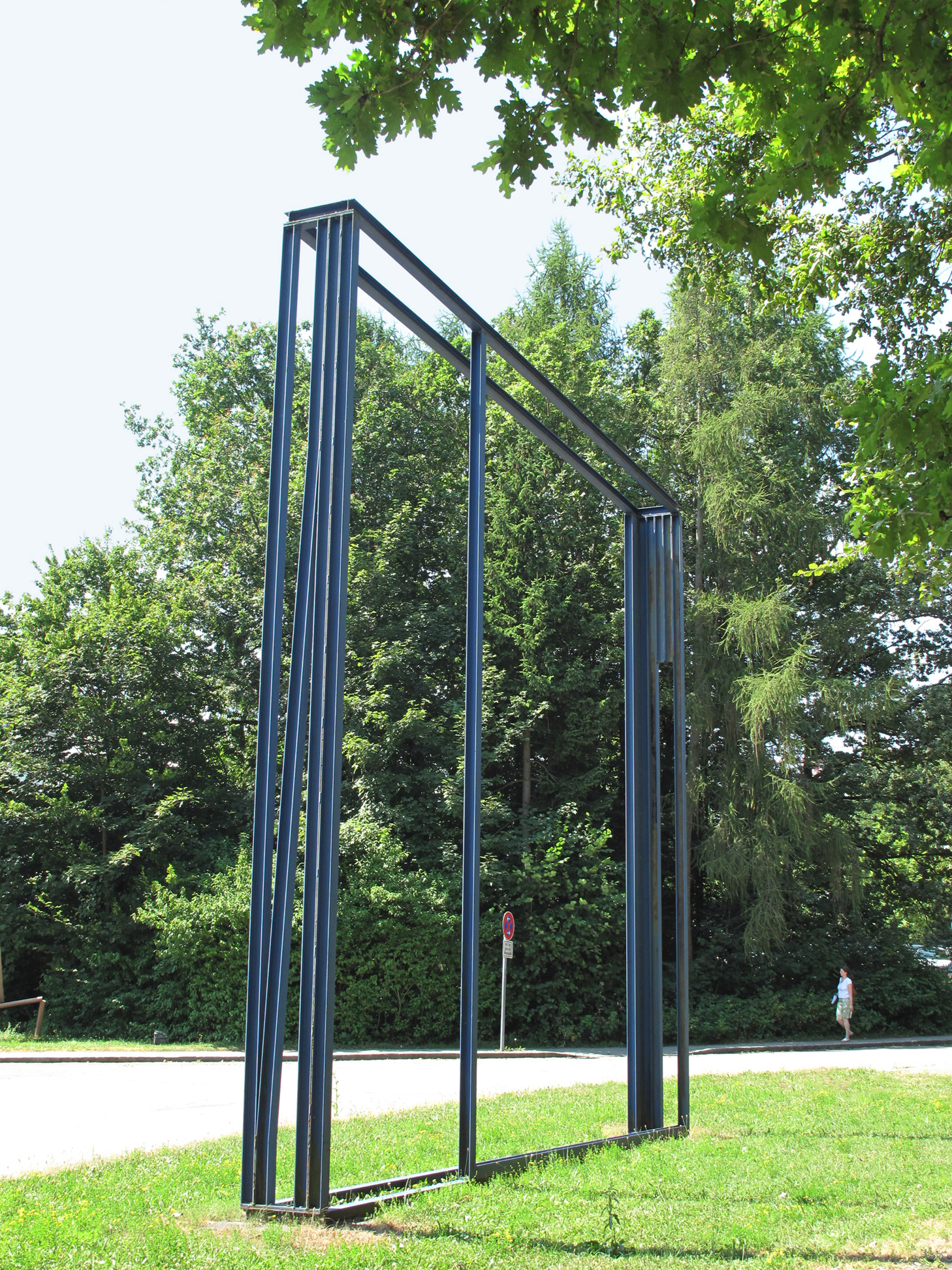
nr. 17 - Große blaue Konstruktion II
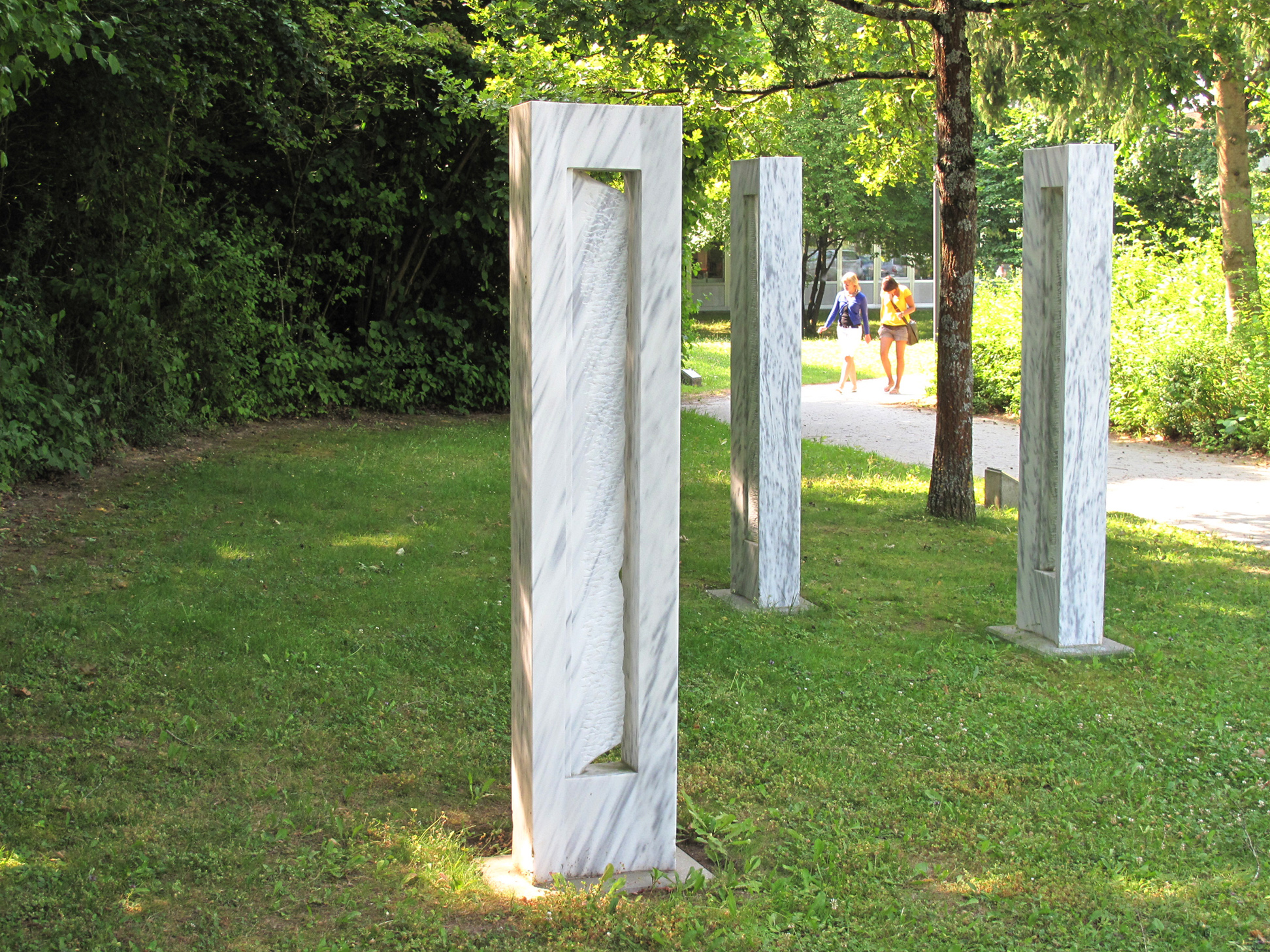
nr. 19 - Drei Stelen
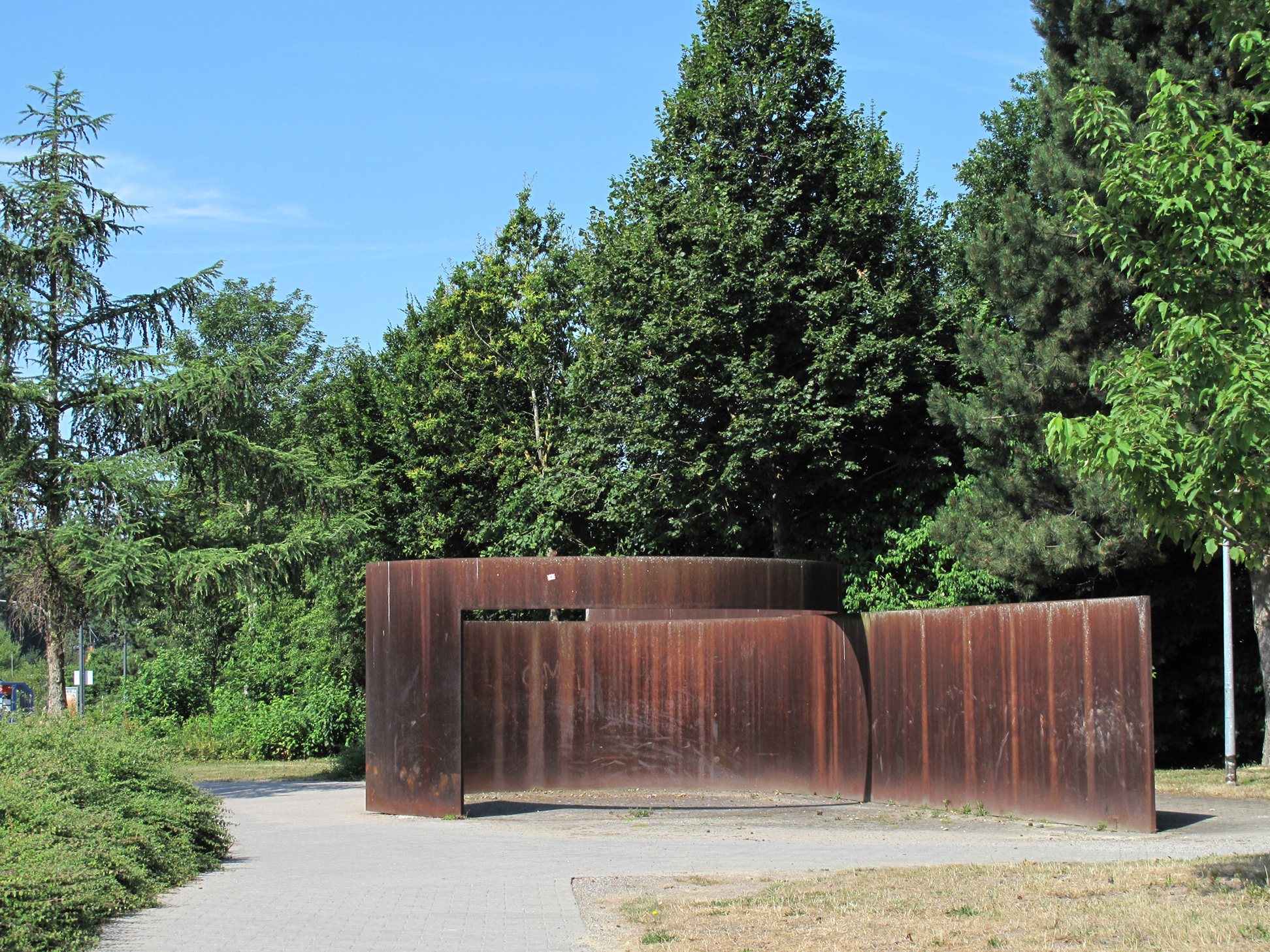
nr. 20 - Double-Halfed
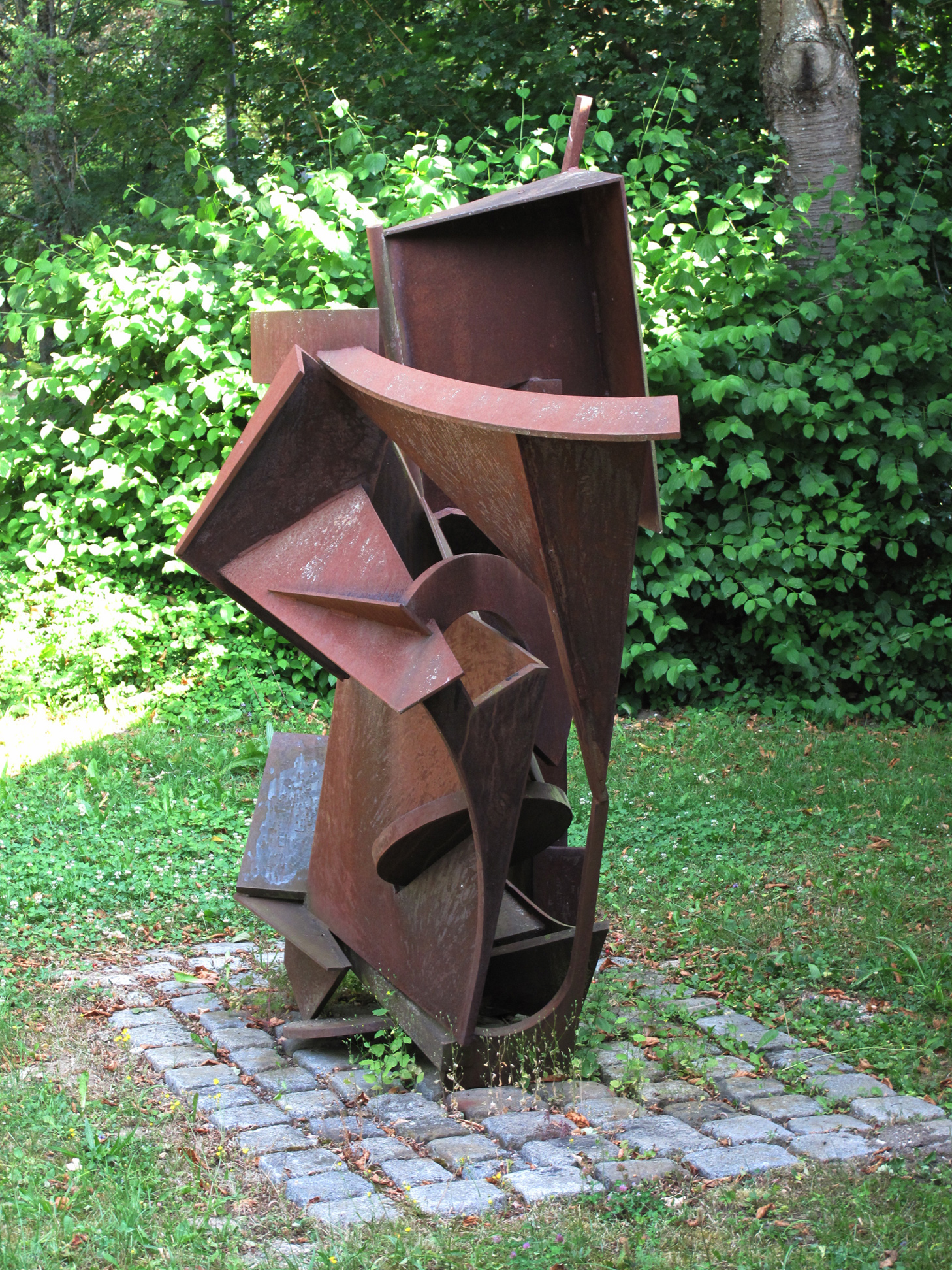
nr. 21 - Machismo
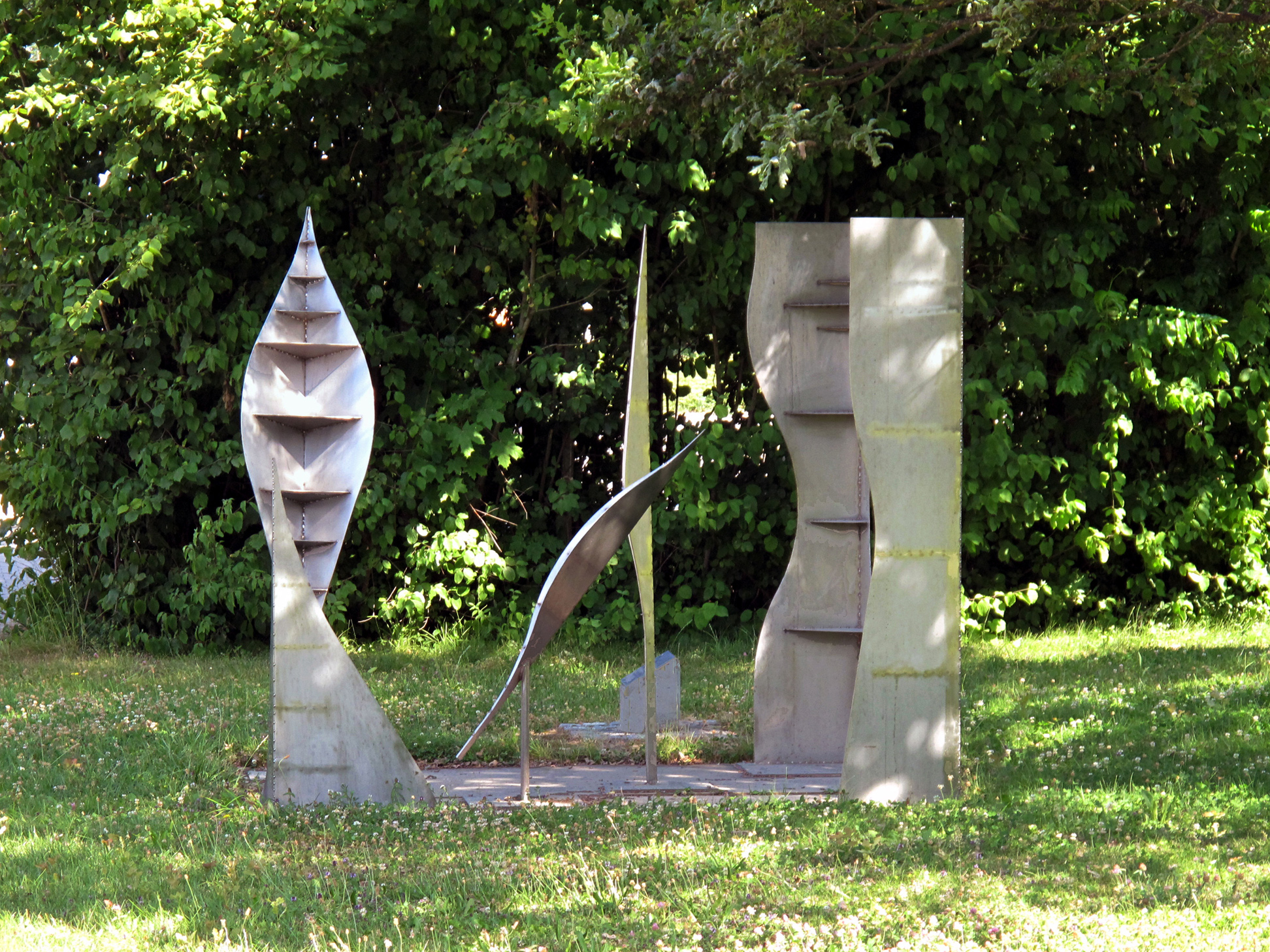
nr. 22 - Die Bürger von Ulm
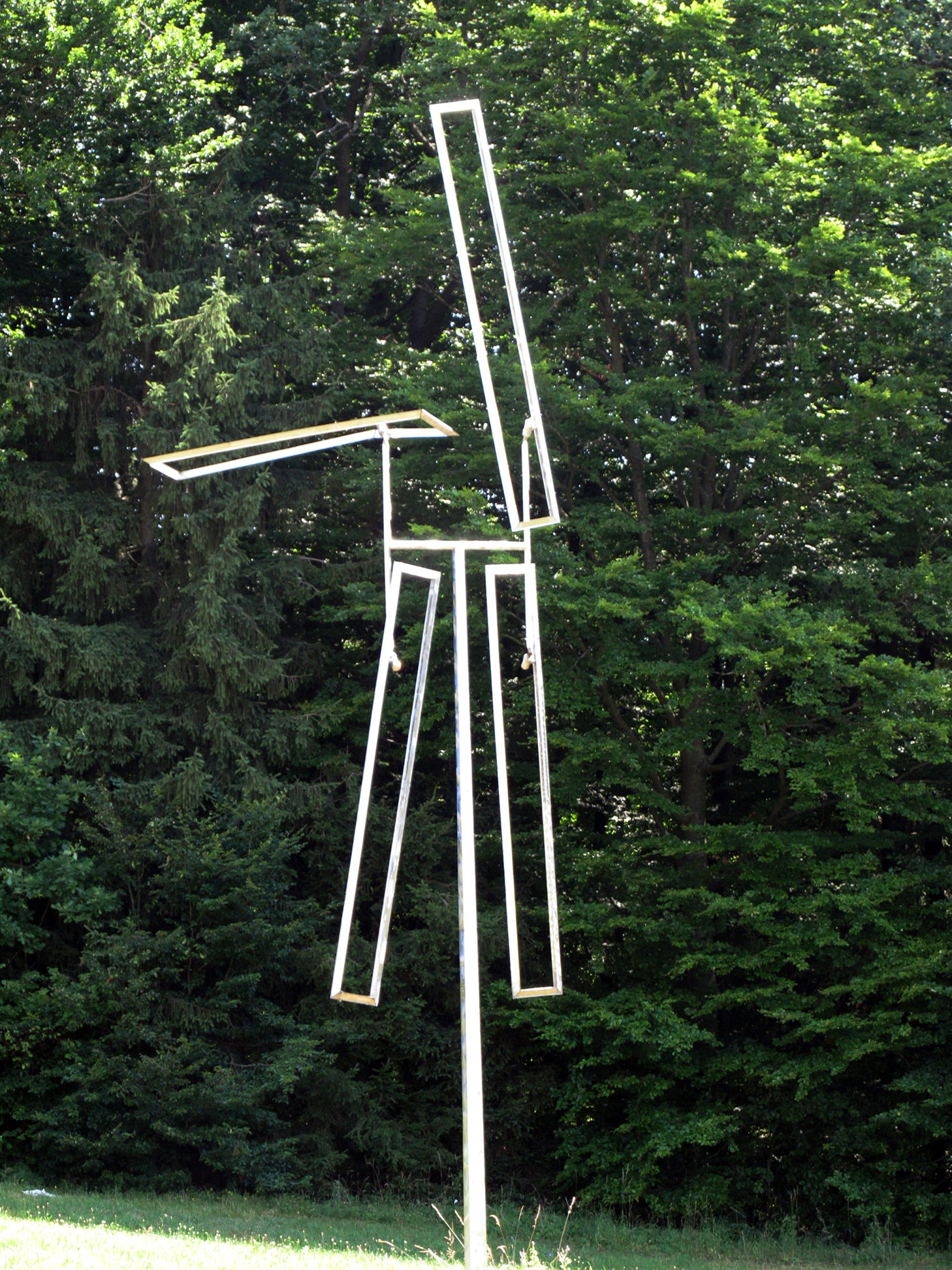
nr. 23 - Four Open Rectangles Excentric
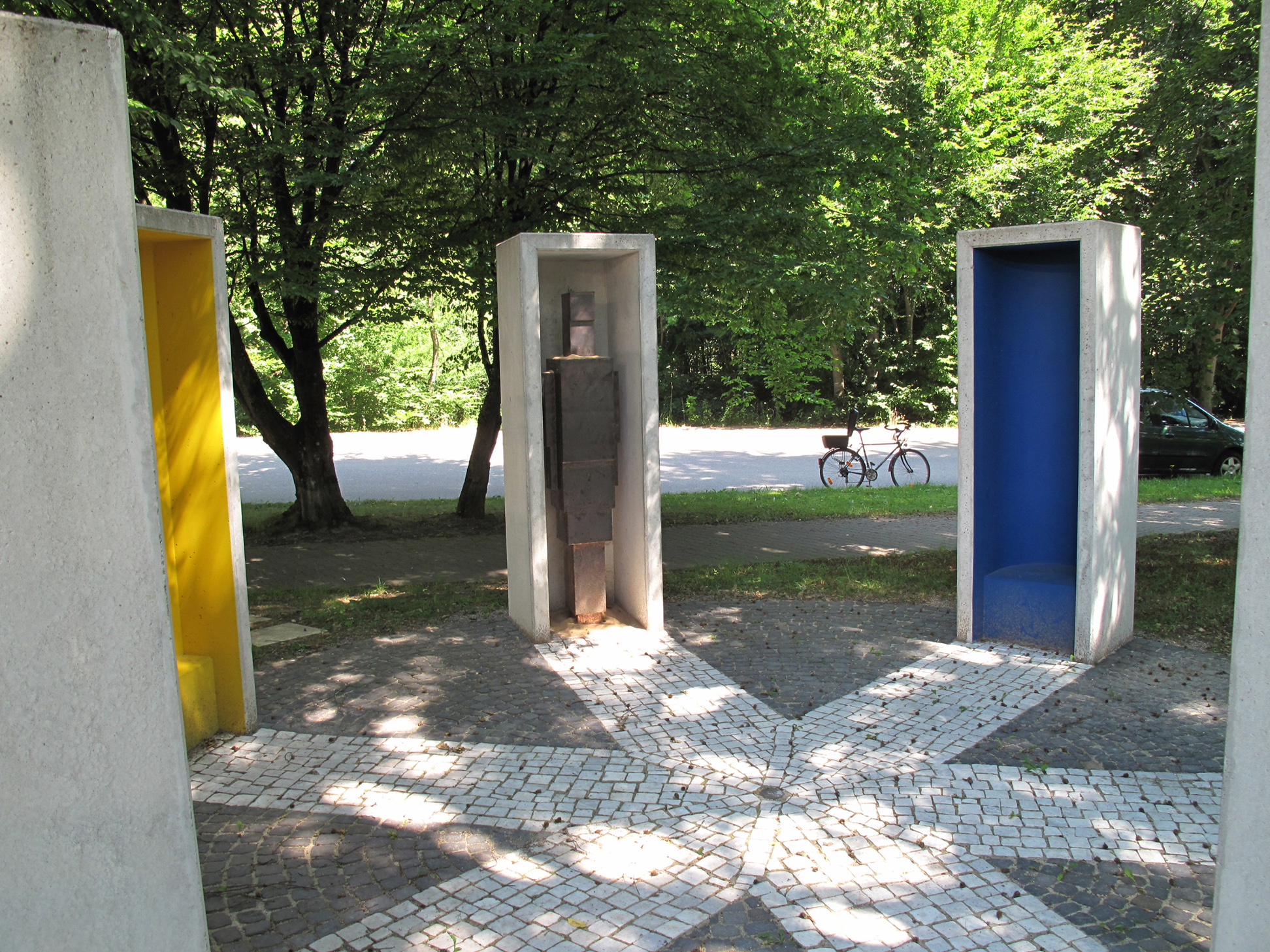
nr. 24 - Environment (detail)
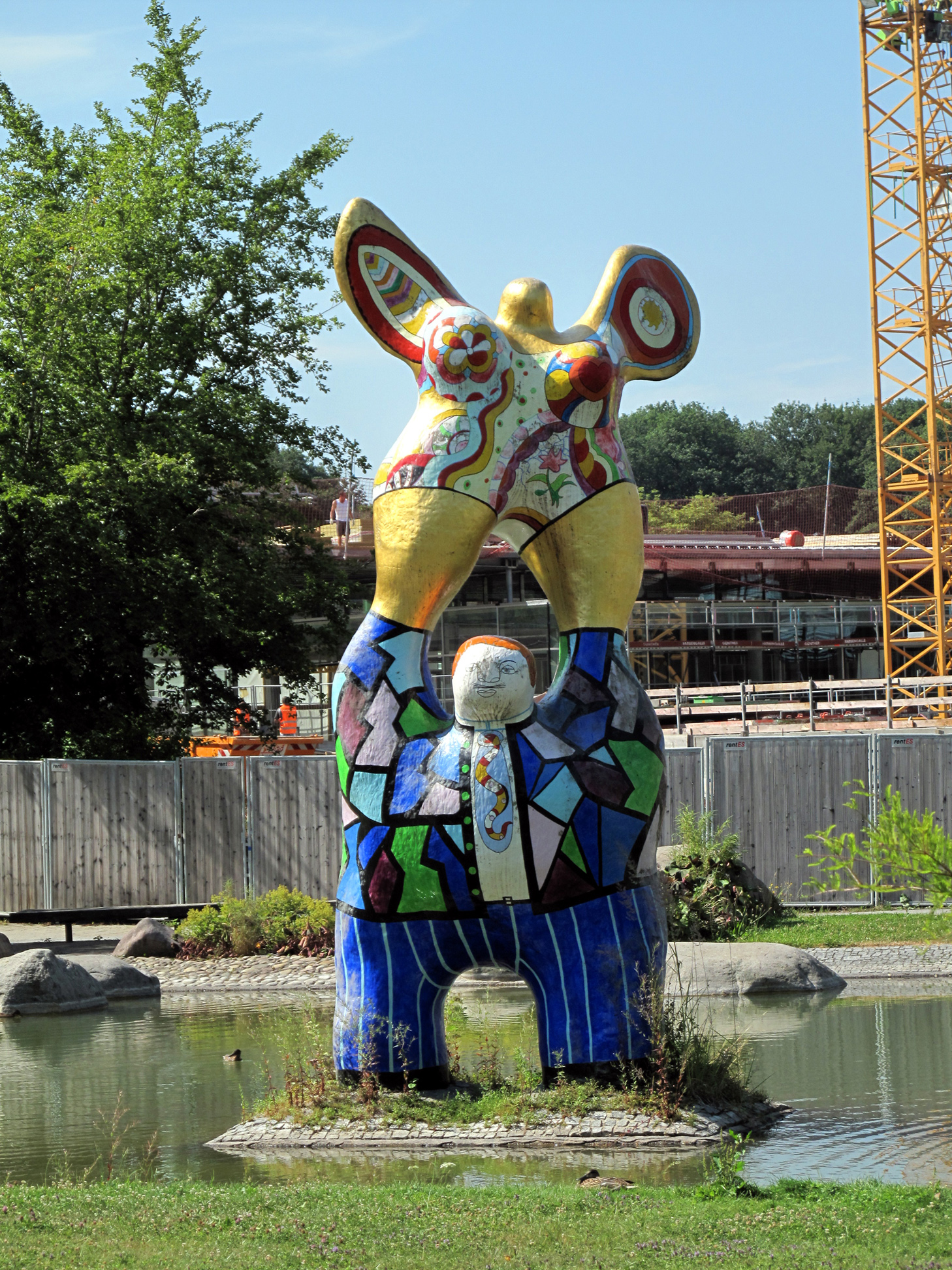
nr. 25 - Le poète et sa muse
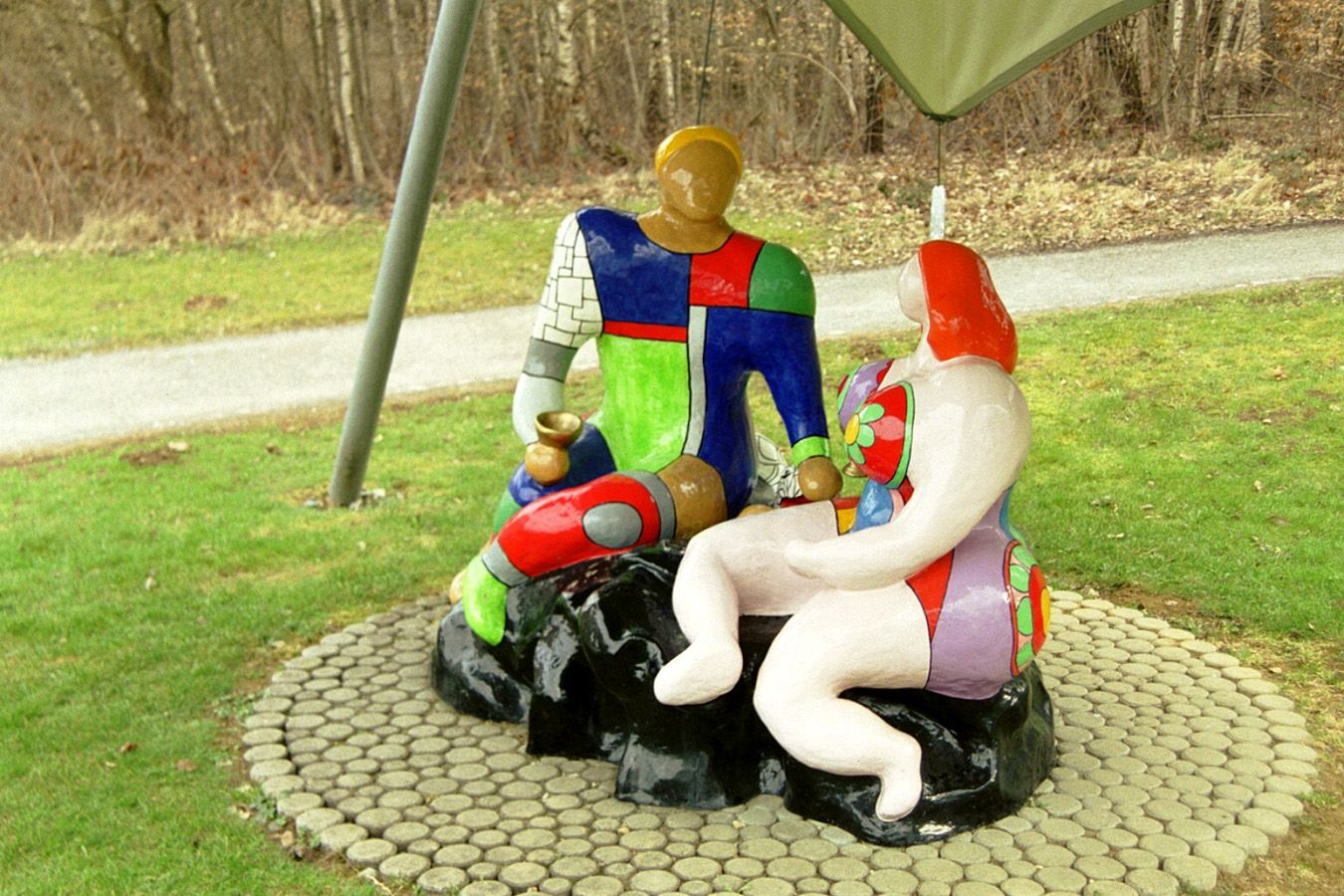
nr. 26 - Adam und Eva
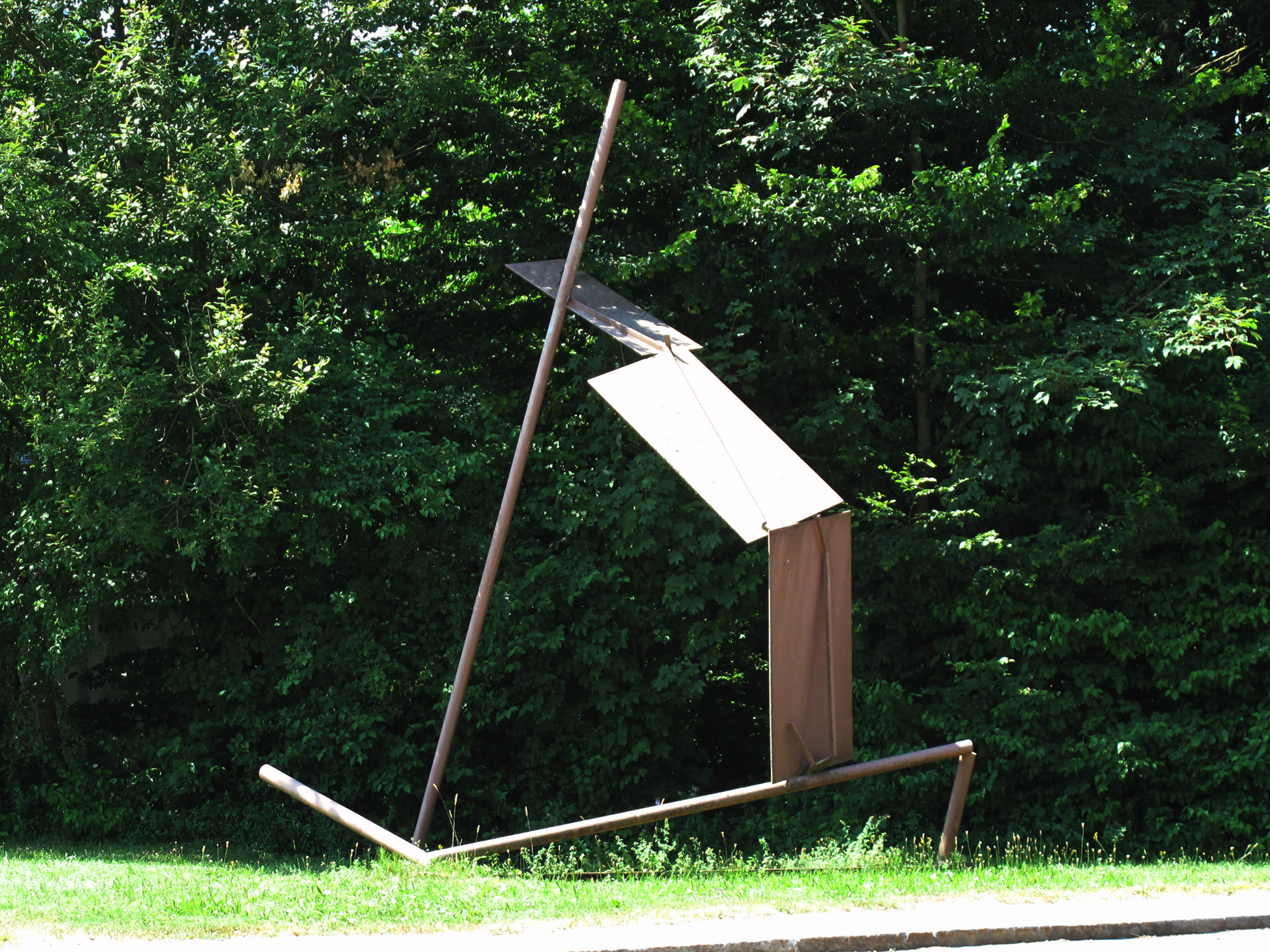
nr. 27 - Pantomime
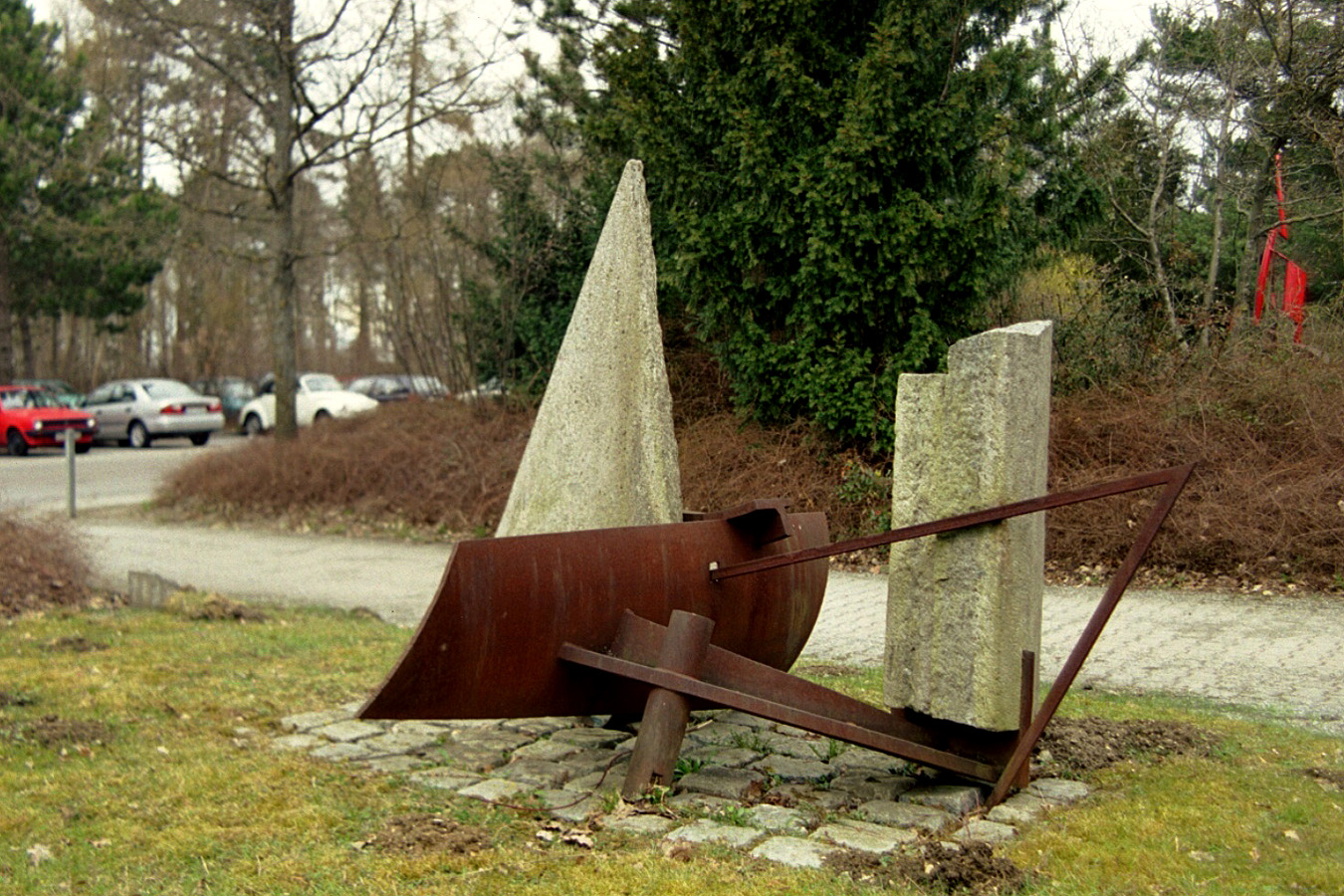
nr. 28 - Hartmut Stielow: Andros
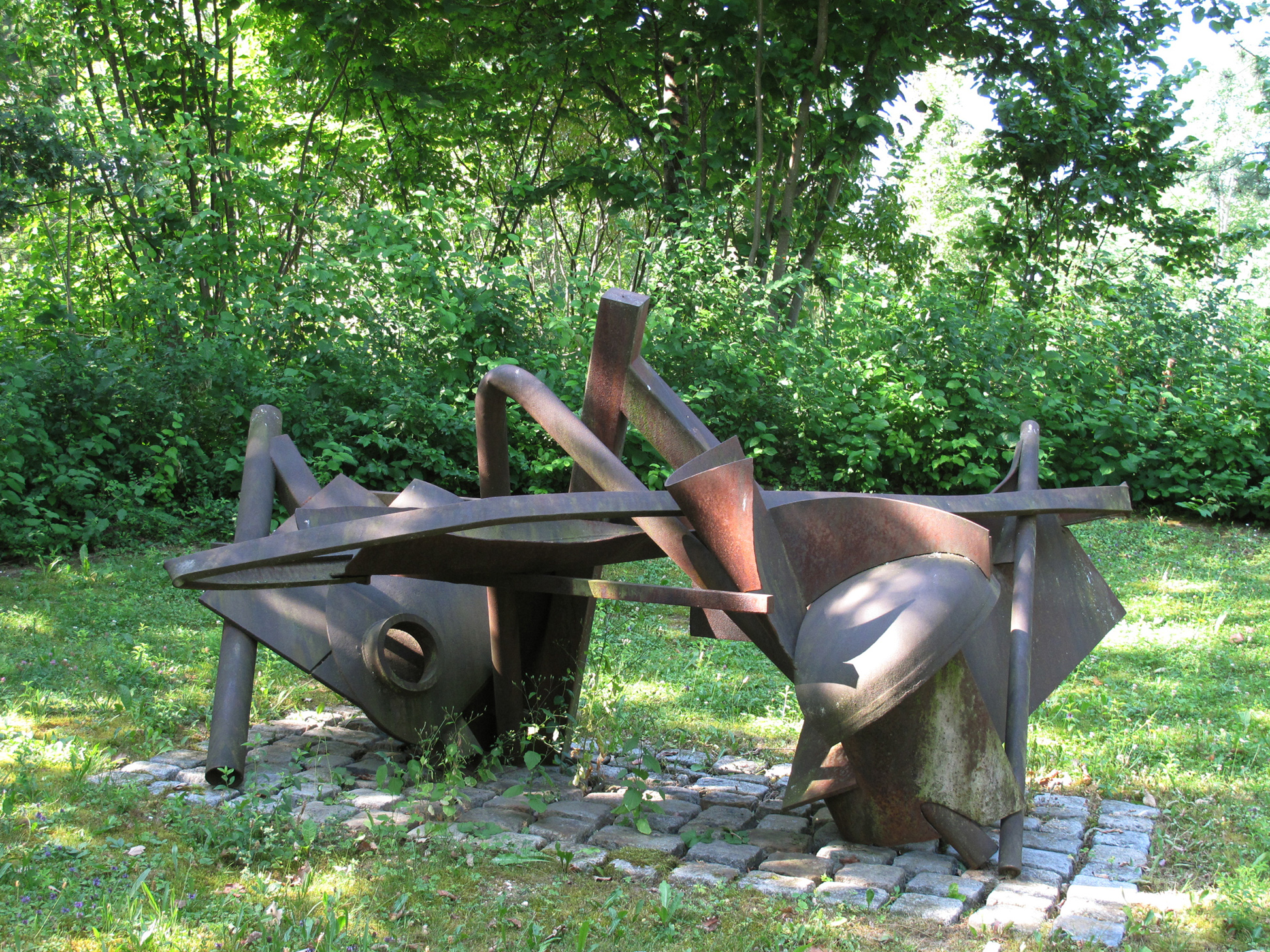
nr. 29 - The death of the Bow and Arrow-Bison Hunt ...
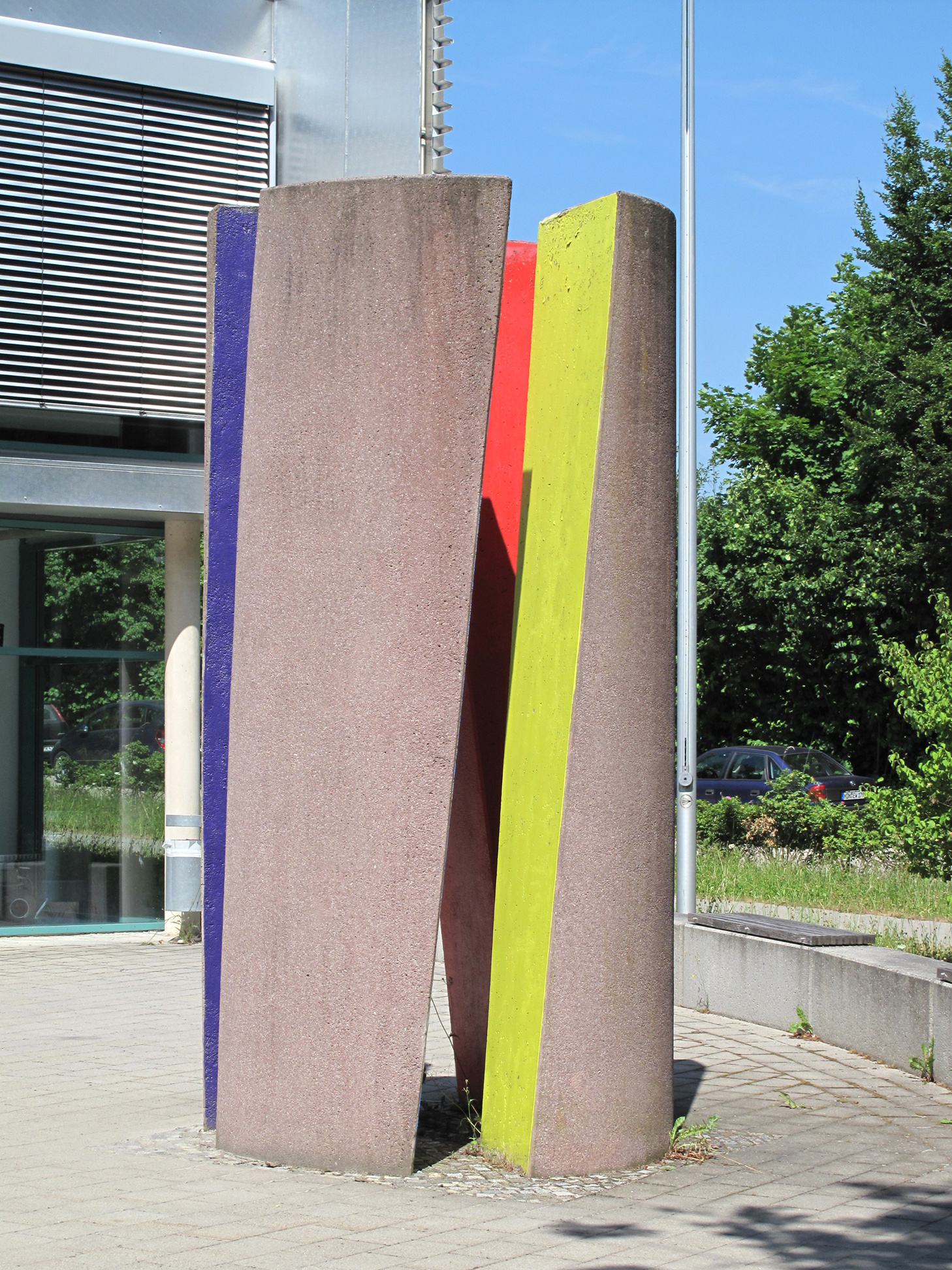
nr. 30 - Dotternhausener Säule